# آبي بومان
آبي بومان (بالإنجليزية: Abe Bowman)‏ هو لاعب كرة قاعدة أمريكي، ولد في 25 يناير 1893 في غرين أب في الولايات المتحدة، وتوفي في 11 أكتوبر 1979 في لونغفيو في الولايات المتحدة.

## وصلات خارجية
- آبي بومان على موقع دوري كرة القاعدة الرئيسي (الإنجليزية)
- آبي بومان على موقعبيزبول رفرنس.كوم (الدوري الرئيسي) (الإنجليزية)
- آبي بومان على موقعبيزبول رفرنس.كوم (الدوري الثانوي) (الإنجليزية)
- آبي بومان على موقع إي إس بي إن.كوم (أم.أل.بي) (الإنجليزية)
- آبي بومان على موقع مشجعي الرسوم البيانية (الإنجليزية)